# 島津亀寿
島津 亀寿（しまづ かめじゅ、元亀2年4月26日（1571年5月19日） - 寛永7年10月5日（1630年11月9日））は、安土桃山時代から江戸時代初期の女性。島津義久の三女。母は種子島時尭の娘・円信院殿。島津久保の室、後に島津忠恒（家久）の室。異母姉は御平。同母姉は新城。養子は島津光久。

## 経歴
結婚後は「御上（おかみ）様」「国分（国府）様」「国分御上様」などと呼ばれていた。島津氏が豊臣秀吉に降伏したあと京都に住む。豊臣政権に屈した島津氏の恭順の意をあらわすための人質としての役割が亀寿によって担われたのである。
1589年（天正17年）に従弟である島津久保と結婚するが、久保の死後、久保の弟である島津忠恒（家久）と結婚する。
1599年（慶長4年）、島津義弘から薩摩国日置郡内で5千石を与えられる。翌年には島津義久から大隅国大禰寝村2739石を与えられる。
1624年（寛永元年）、ふたたび1万石を亀寿一代の間、無役として与えられている。
1630年（寛永7年）10月5日に国分城にて死去。法名「持明彭窓庵主興国寺殿」。

## じめさあ

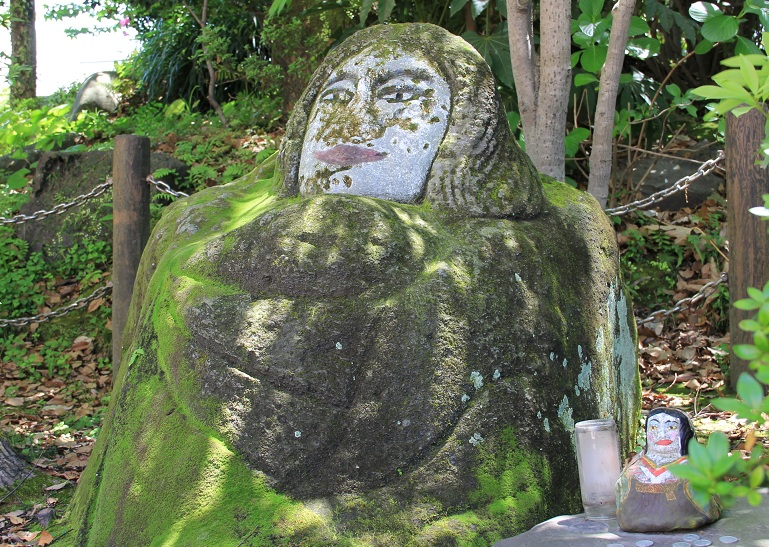
「じめさあ」

鹿児島市城山町の鹿児島市立美術館の一角（西郷隆盛像の裏手）には、「じめさあ（持明院様）」と呼ばれる石像がある。1929年（昭和4年）に、当時鹿児島市役所敷地であったこの場所から発見されたという この像は、亀寿の像とみなされ、「持明院様」が鹿児島弁で転訛した「じめさあ」の名で呼ばれている。
「じめさあ」は1年に一回、亀寿の命日である10月5日に化粧直しを行うのが恒例となっている（命日前日に行われている年もある）。21世紀初頭の現在、鹿児島市役所の女性職員が化粧を行っており、白と黒はポスターカラーであるが、口紅と頬紅は実際の化粧品である。化粧はその時々の流行や話題に従っており、テレビや新聞で報道されるなど、地元の注目を集める。「じめさあ」への化粧は1929年以来とされ、「器量に優れなかったが、その人柄で人々に慕われた」亀寿をしのぶ行事として認知されている。
ただし、「じめさあ」がもともと亀寿の姿をうつして造られたとすることには否定的な見解もある。作家の桐野作人は、江戸時代に島津家の祈願所であった大乗院に「白地蔵」と呼ばれる石像があり、祈願のために白粉を塗る慣習があったことを示している。桐野によれば、「白地蔵」を実見した講釈師伊東凌舎が描いたその姿は「じめさあ」に酷似しており、明治期（おそらく廃仏毀釈で大乗院が廃絶した後）に「白地蔵」が現在地に移されたものが「じめさあ」であるとしている。桐野は、「白地蔵」が亀寿と結び付けられた理由として、大乗院が亀寿ともゆかりのある寺であったことを示唆している。

## 関連作品
ゲーム
- 戦国大戦（2012年～ セガ） - 声：田村ゆかり（15XX）、内田真礼（1600）
- 信長の野望 覇道（コーエーテクモゲームス、2025年2月 - ）小栗さくら

楽曲
- さくらゆき「寄す処」（2024年、作詞：小栗さくら、作曲：眞鍋香我）